# Mikrofilmarchiv der deutschsprachigen Presse
Das Mikrofilmarchiv der deutschsprachigen Presse e. V. (MFA) ist ein 1965 gegründeter Verein, der bis 2024 die Archivierung  insbesondere von Tageszeitungen in mikroverfilmter Form betrieb.

## Geschichte
Das MFA hat seinen Sitz in Dortmund. Es arbeitet eng mit dem Institut für Zeitungsforschung Dortmund zusammen und ist Mitglied in der Arbeitsgemeinschaft außeruniversitärer historischer Forschungseinrichtungen (AHF) in der Bundesrepublik Deutschland e. V. Bis 1977 war der damalige Direktor des Instituts für Zeitungsforschung, Kurt Koszyk, Geschäftsführer des MFA. Auf ihn folgte in beiden Funktionen sein Nachfolger Hans Bohrmann, der die Geschäftsführung auch nach seiner Pensionierung 2003 weiterführte.
Das MFA veranlasst die Sicherung durch Mikroverfilmung und bietet den Kauf von Arbeitsfilmen dieser Mikrofilme an. Aufgabe des MFA ist es, Verfilmungsprojekte – insbesondere der Tagespresse – zu fördern und mit den beteiligten Institutionen zu koordinieren, selbst Verfilmungsprojekte zu initiieren und Filmduplizierungen zu veranlassen. 2014 umfasste der Bestand an Zeitungs-Masterfilmen ca. 41.000 Mikrofilmrollen, daneben gehörten ca. 82.000 Duplikatfilme zum Bestand. In der Datenbank des MFA waren 2014 983 Zeitungstitel enthalten.
Das MFA gibt die Zeitschrift „Zeitungs-Mikrofilm-Nachrichten“ heraus, nach 2016 ausschließlich online.
Das MFA stellte seinen Geschäftsbetrieb im Frühjahr 2024 ein. Am 2. Juli wurde vor dem Amtsgericht Dortmund ein Insolvenzverfahren eröffnet.